# Ficus rzedowskiana
Ficus rzedowskiana là một loài thực vật có hoa trong họ Moraceae. Loài này được Carvajal & Cuevas-Figueroa mô tả khoa học đầu tiên năm 2003.